# オレンジバーグ (サウスカロライナ州)

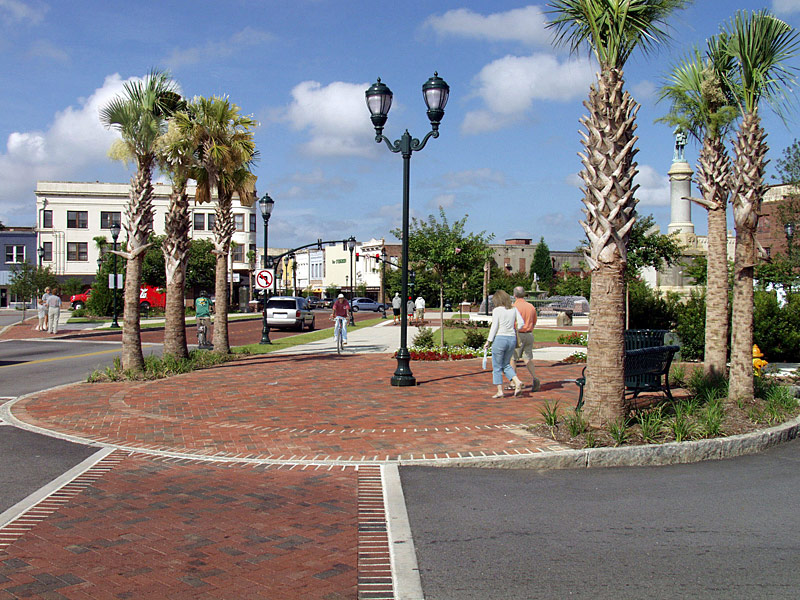
中心街のループ

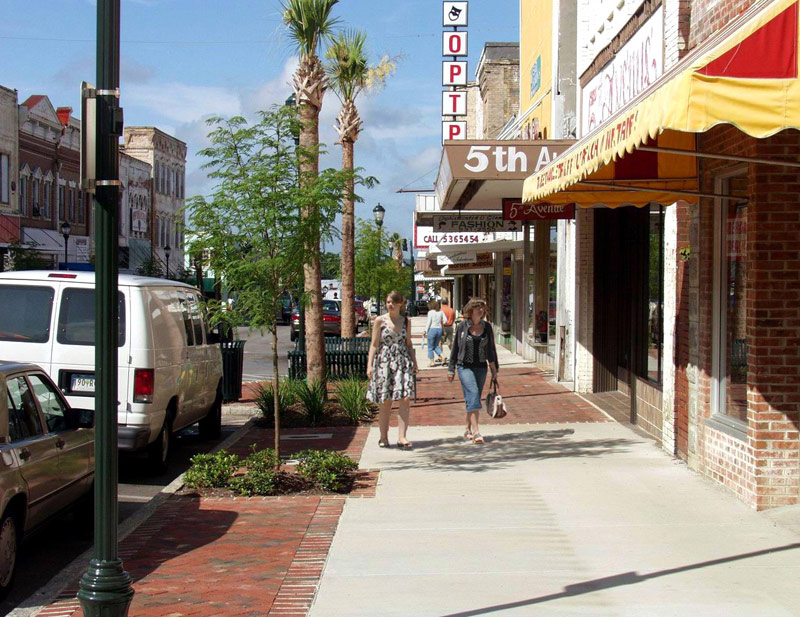
商店街

オレンジバーグ（英: Orangeburg）は、アメリカ合衆国サウスカロライナ州の都市。オレンジバーグ郡の郡庁所在地である。人口は1万3240人（2020年）。州都コロンビアの南東60kmに位置している。ピードモント台地のエディスト川北支流に沿っており「庭園都市」と呼ばれる。
市内の主要大学2校に毎年学生が入って来ることで活性化されている。クラフリン大学は2014年に雑誌「ワシントン・マンスリー」から州内最良の教養系大学、国内トップの黒人系大学と位置付けられた。サウスカロライナ州立大学は州内で唯一原子力工学の大学院課程があり、交通分野で唯一修士課程があるのが特徴である。1998年、この大学はアメリカ合衆国議会とアメリカ合衆国運輸省から国内大学輸送センター33か所の1つ、かつ州内では唯一のものとして指定された。

## 歴史
オレンジバーグとなった地域のヨーロッパ人による開拓は、ジョージ・スターリングがインディアンとの毛皮交易のための基地を設けた1704年が始まりだった。1730年、サウスカロライナ植民地議会は入植を奨励するために、この地域をタウンシップとして編成し、イングランド王ジョージ2世の義理の息子であるオラニエ公ウィレム4世にちなんでオレンジバーグと名付けた。1735年、スイス人、ドイツ人およびオランダ人移民200人の植民地が、ノースエディスト川の岸近くに町を形成した。その場所は土壌が肥沃であり、野生生物も多かったので魅力的だった。川が大西洋岸にあるチャールストン港までの重要な輸送用水路となって、地域の農業や林業の産品を運び、上流には船舶用の部品を運んだ。町は間もなくその地位を確立し、主に小規模な自作農からなる植民地として成功した。
オレンジバーグ初の教会はドイツのルーテル教会が設立したものだった。後に米国聖公会と指定され、教会堂を建設し、植民地の免税とされた。この教会堂は1763年以前に村の中心に建てられたが、アメリカ独立戦争時の戦闘で破壊された。新しい教会が建設され、南北戦争のときには、ウィリアム・シャーマンが北軍を率いて進軍したときに天然痘の病院として使われた。
アメリカ独立戦争後、郡の性格が劇的に変化した。イーライ・ホイットニーの発明により、大量生産されたコットン・ジンが綿花の短繊維すなわち「グリーン・シード」を加工することで効率を上げ、綿花栽培を利益の出るものにした。綿花はアップランド地域で容易に栽培され、郡内は急速に大型の綿花プランテーションとして開発された。農業の労働力は奴隷化されたアフリカ系アメリカ人が供給した。彼らの多くは、国内での奴隷貿易を通じて海岸部すなわちアッパーサウスから強制的に移住させられた者達だった。郡でも市内でも奴隷の人口が多数派になった。南北戦争後に解放された黒人は教育を受けられるようになり、オレンジバーグ市内には2つのカレッジが設立され、特に第2のカレッジは、人種差別下にあった州内で全員が黒人学生である土地払い下げ教育機関として指定された。黒人は、白人が支配する州議会で成立したジム・クロウ法の適用を受けるようになった。彼らは20世紀への変わり目に成立したサウスカロライナ州憲法によって投票権を奪われ、有権者登録にも障害が設けられた。
第二次世界大戦後に黒人達による公民権復活運動が勢いを増した。1960年代、オレンジバーグは、クラフリン・カレッジとサウスカロライナ州立カレッジ両校学生と、市内の黒人住民による公民権運動の中心となった。1954年、アメリカ合衆国最高裁判所がブラウン対教育委員会裁判の判決を出し、公立学校における人種分離は違憲であると宣言したので、地元の黒人は1956年に学校における人種統合を求めた。白人は経済的に報復し、活動家をクビにしたり、貸し家から追い出したりした。カレッジの学生は、ハンガーストライキ、ボイコット、さらに大衆行進によってそういった人々を支援した。1960年、人種平等会議が組織したシットインと人種統合行進に参加した400人以上の学生が逮捕された。
1963年8月、全米黒人地位向上協会のハーロー・コールドウェル博士が主宰したオレンジバーグ自由運動が、オレンジバーグ市長と市政委員会に人種統合に関する10の要求事項を提出した。その交渉が失敗した後、アラバマ州のバーミングハム運動に類似した大衆行動は、1,300人以上の参加者が逮捕されることになった。公共の場所で人種差別を止めさせる運動が続き、特にアメリカ合衆国議会が1964年公民権法を成立させたあとはなおさらだった。1968年2月8日、人種差別が行われていたボウリング場に対する抗議が続いた後、そのボウリング場の近くで警官がサウスカロライナ州立大学の黒人学生を襲ったときに暴力沙汰が起きた。警官が学生の集団に向かって発砲し、サミュエル・ハモンド、ヘンリー・スミス、デラノ・ミドルトンの3人を殺し、その他27人を負傷させた。これは「オレンジバーグ虐殺」と呼ばれるようになった。
2000年5月、オレンジバーグ市はオレンジバーグ郡特色ある町づくりイニシアティブを創設した。これはオレンジバーグ中心街再活性化協会、「タイムズ・アンド・デモクラット」紙、オレンジバーグ郡商工会議所、オレンジバーグ郡開発委員会による町の開発における共同事業である。2005年、全米市民同盟がオレンジバーグ郡に誰もが欲しい全米都市賞を与えた（郡も表彰対象となる）。これは市民の優秀さを認識し、奨励するものである。市民、政府、企業、非営利団体が町の重要な問題についてうまい解決法を示して成功した場合に表彰している。
2007年、オレンジバーグ市ではサウスカロライナ州立大学キャンパスにあるマーティン・ルーサー・キング・ジュニア公会堂で、初の民主党アメリカ合衆国大統領選挙候補者討論会を開催した。当時のアメリカ合衆国上院議員バラク・オバマが参加者の1人だった。
.
オレンジバーグ市にあるアメリカ合衆国国家歴史登録財に指定された建造物などとしては、次のものがある。
| - オールスター・トライアングル・ボウル（ボウリング場） - アメリア通り歴史地区 - F・H・W・ブリッグマン邸 - ドナルド・ブルース邸 - クラフリン・カレッジ歴史地区 - ディキシー図書館ビル - デュークス体育館 - 東ラッセル通り地域歴史地区 - エリス・アベニュー歴史地区 - エンタープライズ綿糸工場ビル | - ジョン・ハモンド・フォーダム少佐邸 - グレートブランチ教員宿舎 - ホッジ・ホール - ホテル・ユートー - サウスカロライナ州立カレッジローマン・ホール - アラン・マック史跡 - マウントピスガー・バプテスト教会 - オレンジバーグ市墓地 - オレンジバーグ郡祭主展示場 - オレンジバーグ郡監獄 | - オレンジバーグ中心街歴史地区 - サウスカロライナ州立カレッジ歴史地区 - ウィリアム・P・ストローマン邸 - クラフリン・カレッジ・ティングリー記念ホール - トレッドウェル通り歴史地区 - トリニティ・メソジスト・エピスコパル教会 - ホワイトハウス・ユナイテッド・メソジスト教会 - ホイットマン通り地域歴史地区 - ウィリアムズ礼拝堂A・M・E教会 |

## 地理
アメリカ合衆国国勢調査局に拠れば、市域全面積は8.3平方マイル (21.5 km2)であり、このうち陸地8.3平方マイル (21.5 km2)、水域は0.0平方マイル (0.02 km2)で水域率は0.12%である。

## 市政府
オレンジバーグ市は市政委員会・マネジャー方式の政府を採用している。1人の市長と6人の市政委員で構成されている。市長は無党派で全市を選挙区とする選挙で、4年任期で選ばれる。市政委員はやはり無党派で、小選挙区からそれぞれ選ばれている。任期は4年間であり、2年毎に半数が改選される。
市政委員会が立法府であり、専門的な管理官から提案される政策を決める。管理官は市政委員会が雇用する。管理官は条例で与えられる市政府の部門を管理することで、市政委員会の政策を実行させる行政部門の長として行動する。

## 教育

### 高等教育機関
- クラフリン大学、1869年設立、サウスカロライナ州内で最古の黒人大学。USニューズ&ワールド・レポートの2012年全米カレッジと大学ガイドブックで、学士号を求める学生のための南部にある総合カレッジの中で、「ベスト・バリュー」のカテゴリーにおいて「トップ10」に含め、第1位とした。独立系、4年制、共学、住民型、職業志向教養系大学であり、ユナイテッド・メソジスト教会の系列である。24の州、19の国から1,800人以上の学生が入学している。2014年、「ワシントン・マンスリー」から州内でもトップの教養系大学、かつ国内でもトップの黒人系大学に指名された[5]。
- サウスカロライナ州立大学、4年制、公立、黒人大学、1896年設立。生物学、教育学、経営学、工学、コンピュータ科学/数学、英語/英文学の学士号を求める黒人学生を生み出してきたことで国内の指導的存在であり続けている。州内唯一の原子力工学大学院課程、州内唯一の交通分野の修士課程があるなど、州内、国内で多くの教科を提供している。1998年、アメリカ合衆国議会とアメリカ合衆国運輸省から国内大学輸送センター33か所の1つ、かつ州内では唯一のものとして指定された。
- オレンジバーグ・カルフーン工科カレッジ、アメリカ・コミュニティカレッジ協会の会員であり、南部カレッジと学校の協会のカレッジ委員会から芸術准学士、科学准学士、応用科学准学士の発行を認証されている。総合的2年生工科カレッジであり、新しく拡張する産業の職が対象となり、既に雇用されている労働者に対する上級化プログラムや大学転換機会も提供している。

### 公立学校
- オレンジバーグ統合教育学区第3
- オレンジバーグ統合教育学区第4
- オレンジバーグ統合教育学区第5

### チャータースクール
- OCSD5 医療専門高校

### 私立学校
- オレンジバーグ準備学校
- フェルトン実験学校
- オレンジバーグ・クリスチャン・アカデミー

## 交通
- オレンジバーグ市民空港
- グレイハウンド・バス
- サウスイースタン・ステージズ

### 高規格道路
- アメリカ国道301号線
- アメリカ国道601号線
- アメリカ国道21号線
- アメリカ国道178号線
- サウスカロライナ州道4号線
- サウスカロライナ州道33号線

## 人口動態

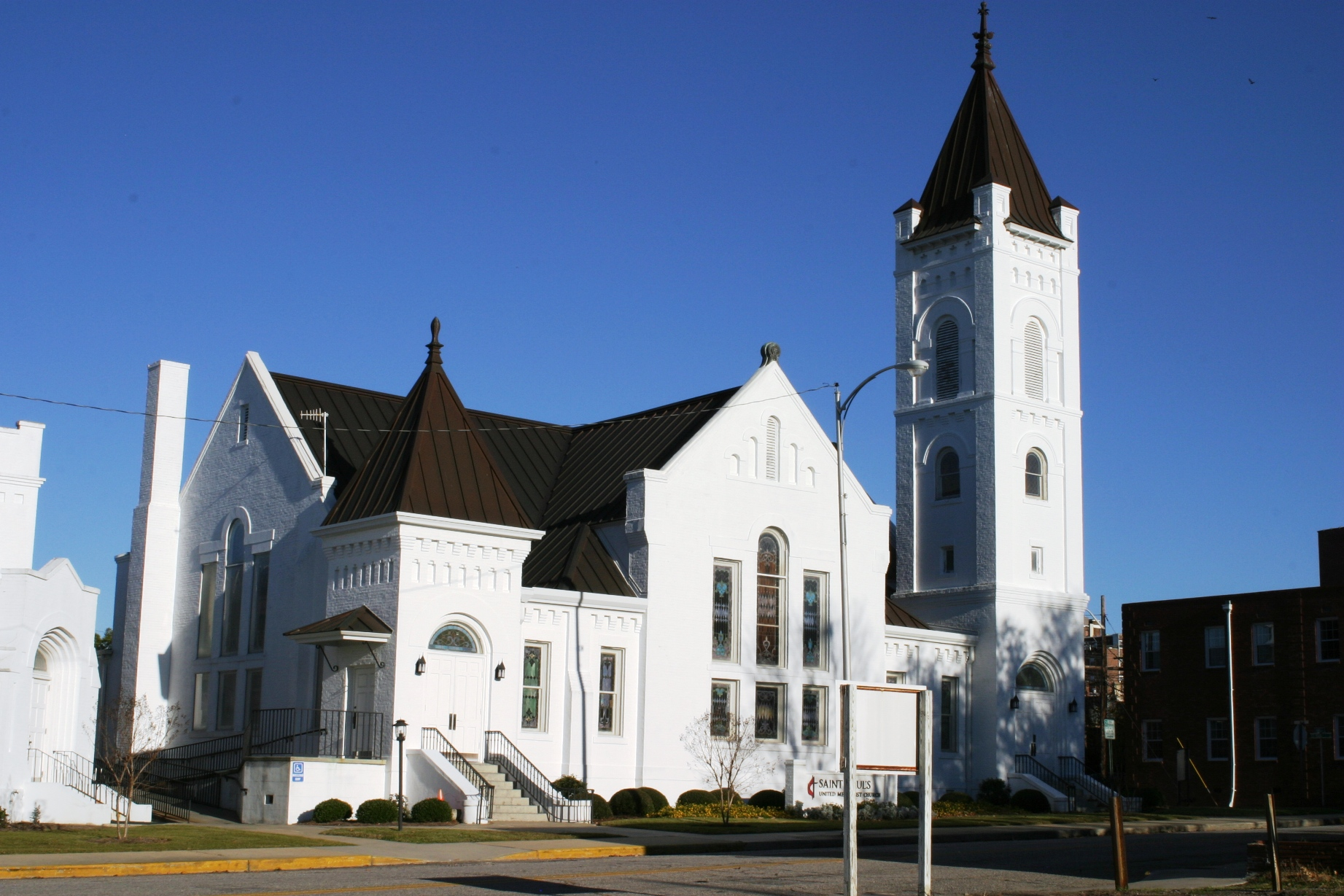
セントポールズ・ユナイテッド・メソジスト教会

以下は2010年国勢調査による人口統計データである。
| 基礎データ - 人口: 13,964 人 - 世帯数: 4,512 世帯 - 家族数: 2,526 家族 - 人口密度: 636.6人/km2（1648.8 人/mi2） - 住居数: 5,168 軒 - 住居密度: 240.7軒/km2（623.1 軒/mi2） 人種別人口構成 - 白人: 75.04% - アフリカン・アメリカン: 28.41% - ネイティブ・アメリカン: 0.18% - アジア人: 1.74% - 太平洋諸島系: 0.05% - その他の人種: 0.79% - 混血: 1.1% - ヒスパニック・ラテン系: 1.9% 年齢別人口構成 - 18歳未満: 17.7% - 18-24歳: 28.6% - 25-44歳: 21.0% - 45-64歳: 17.5% - 65歳以上: 15.2% - 年齢の中央値: 28歳 - 性比（女性100人あたり男性の人口） - 総人口: 76.25 - 18歳以上: 71.0 | 世帯と家族（対世帯数） - 18歳未満の子供がいる: 18.9% - 結婚・同居している夫婦: 33.5% - 未婚・離婚・死別女性が世帯主: 18.8% - 非家族世帯: 44.0% - 単身世帯: 35.2% - 65歳以上の老人1人暮らし: 13.1% - 平均構成人数 - 世帯: 2.23人 - 家族: 2.88人 収入と家計 - 収入の中央値 - 世帯: 30,306米ドル - 家族: 37,008米ドル - 性別 - 男性: 30,310米ドル - 女性: 21,935米ドル - 人口1人あたり収入: 15,263米ドル - 貧困線以下 - 対人口: 24.7% - 対家族数: 17.9% - 18歳未満: 34.7% - 65歳以上: 14.8% |

### 犯罪
下表はオレンジバーグの6種の犯罪に関する犯罪率であり、モーガン・クイットノーが人口1万人当たりの率を算出し「アメリカの最も危険な都市」ランキングに使っている。この統計は実際の犯罪件数ではなく、人口当たりの数字になっている。
| 犯罪       | オレンジバーグ市（2009年）発生件数 | 犯罪率（人口1万人当たり） |
| ---------- | ---------------------------------- | ------------------------- |
| 殺人       | 12                                 | .75                       |
| 強姦       | 9                                  | 6.78                      |
| 強盗       | 34                                 | 25.61                     |
| 加重暴行   | 35                                 | 26.36                     |
| 夜盗       | 232                                | 174.73                    |
| 自動車泥棒 | 65                                 | 48.95                     |
| 放火       | 2                                  | 1.51                      |

### 行事と呼び物
エディスト記念庭園には、過去と現在の賞を獲得した全米バラ・セレクションからのバラが見られる。少なくとも75種のバラ4,000本ほどが常に展示されている。この場所は1920年代に5エーカー (20,000 m2) の土地にツツジを植えて開発したのが始まりだった。1922年に遊技場が付加され、1947年には温室と苗床の設備が加えられた。季節による美しさを広げるために、1951年に最初のバラ園が植えられた。現在、150エーカー (600,000 m2) の土地にミニチュアやグランディフローラからクライマーまで50床以上のバラが見られる。
IPスタンバック博物館とプラネタリウムは、大学理事会の議長にアフリカ系アメリカ人として初めて就任したイスラエル・ピンクニー・スタンバックにちなんで名付けられた。1970年代初期の、サウスカロライナ州立大学図書館の地下室に起源がある。大学のキャンパスにあり、地域社会へのサービスに関わっていることを示している。展示場は州内でも最大級である。40フィート (12 m) のプラネタリウム・ドームはギャラリーに隣接するホワイエの向かいにあり、82席あり、ミノルタIIBプラネタリウム・プロジェクターを備えている。この建物は障碍者でも容易にアクセスでき、特徴ある可変設備によって多くの種類のプレゼンテーションが可能である。
オレンジバーグ・バラ祭は、オレンジバーグの発展を促し、市民の生活の質の改善を進める方法を求めていた市民団体が描いたビジョンとして始まった。そのビジョンによって、1972年に最初の祭が開催された。グレーター・オレンジバーグ商工会議所がその初回の唯一のスポンサーだった。現在はオレンジバーグ市とオレンジバーグ郡商工会議所が共同スポンサーになっている。この祭には、川のレース、バスの手づかみ選手権、バラのプリンス・ページェント、その他様々なスポーツの選手権などの行事がある。
オレンジバーグの冬、アメリカ合衆国南東部からアライグマのハンターが集まり、「グランド・アメリカン・クーン・ハント」を開催している。毎年1月初旬にある狩猟、国内最大のアライグマ猟犬の大会、世界クーン・ハントの資格付け行事がある。この犬、展示物、見世物と音を見るために数千人の観衆が集まる。

### メディア
「タイムズ・アンド・デモクラット」オレンジバーグ地域の日刊紙

## 著名な出身者
- ドニー・エイブラハム: NFLフットボール選手、東テネシー州立大学、タンパベイ・バッカニアーズ、ニューヨーク・ジェッツ
- シェルトン・ベンジャミン: プロレスラー、WWE所属、1977年6月23日オレンジバーグ生まれ
- モニーク・コールマン: 女優、歌手、『ハイスクール・ミュージカル』、『ハイスクール・ミュージカル2』、『ハイスクール・ミュージカル/ザ・ムービー』に出演
- ドン・コヴェイ: ミュージシャン、ソウルミュージック、1938年3月24日オレンジバーグ生まれ
- ティム・ジェニングス: NFLフットボール選手、ジョージア大学、インディアナポリス・コルツ、シカゴ・ベアーズ
- マイキー・ムーア: NBAバスケットボール選手、デトロイト・ピストンズ他
- ショウニー・スミス: 女優、ミュージシャン、映画『ソウ』シリーズ、テレビ映画『ベッカー』に出演、女優のミッシー・パイルと共にSmith & Pyleというカントリー・バンドでも活躍、1970年7月3日オレンジバーグ生まれ
- マイク・シャーパーソン: MLBの内野手、ロサンゼルス・ドジャースなどに所属し、ワールドチャンピオン(1989)、オールスターゲーム選出（1992）の経歴を持つ

## 気候
オレンジバーグ地域の気候は比較的高温であることと、年間を通じて均等にある降水量が特徴である。ケッペンの気候区分に拠れば、温暖湿潤気候、略号は "Cfa" である。
| オレンジバーグの気候   | オレンジバーグの気候 | オレンジバーグの気候 | オレンジバーグの気候 | オレンジバーグの気候 | オレンジバーグの気候 | オレンジバーグの気候 | オレンジバーグの気候 | オレンジバーグの気候 | オレンジバーグの気候 | オレンジバーグの気候 | オレンジバーグの気候 | オレンジバーグの気候 | オレンジバーグの気候 |
| 月                     | 1月                  | 2月                  | 3月                  | 4月                  | 5月                  | 6月                  | 7月                  | 8月                  | 9月                  | 10月                 | 11月                 | 12月                 | 年                   |
| ---------------------- | -------------------- | -------------------- | -------------------- | -------------------- | -------------------- | -------------------- | -------------------- | -------------------- | -------------------- | -------------------- | -------------------- | -------------------- | -------------------- |
| 平均最高気温 °C （°F） | 16 (60)              | 17 (62)              | 21 (69)              | 25 (77)              | 29 (84)              | 32 (90)              | 33 (92)              | 33 (91)              | 31 (87)              | 26 (78)              | 19 (67)              | 15 (59)              | 24.8 (76.3)          |
| 平均最低気温 °C （°F） | 3 (37)               | 4 (39)               | 7 (44)               | 11 (52)              | 15 (59)              | 20 (68)              | 21 (70)              | 21 (69)              | 18 (65)              | 12 (53)              | 6 (42)               | 3 (37)               | 11.8 (52.9)          |
| 降水量 cm （inch）     | 80 (3)               | 94 (3.7)             | 97 (3.8)             | 84 (3.3)             | 86 (3.4)             | 114 (4.5)            | 137 (5.4)            | 132 (5.2)            | 112 (4.4)            | 61 (2.4)             | 50 (2)               | 79 (3.1)             | 1,126 (44.2)         |
| 出典：Weatherbase      |                      |                      |                      |                      |                      |                      |                      |                      |                      |                      |                      |                      |                      |